# Ivánbattyán, Baranya
Ivánbattyán este un sat în districtul Siklós, județul Baranya, Ungaria, având o populație de 131 de locuitori (2011). 

## Demografie
Componența etnică a satului Ivánbattyán
     Maghiari (81,16%)
     Germani (18,84%)
Componența confesională a satului Ivánbattyán
     Romano-catolici (48,85%)
     Fără religie (9,92%)
     Reformați (6,87%)
     Atei (2,29%)
     Necunoscută (32,06%)
Conform recensământului din 2011, satul Ivánbattyán avea 131 de locuitori. Din punct de vedere etnic, majoritatea locuitorilor (81,16%) erau maghiari, cu o minoritate de germani (18,84%). Nu există o religie majoritară, locuitorii fiind romano-catolici (48,85%), persoane fără religie (9,92%), reformați (6,87%) și atei (2,29%). Pentru 32,06% din locuitori nu este cunoscută apartenența confesională.